# Porta Nolana
La Porta Nolana à Naples est une porte monumentale du XVe siècle qui faisait partie jadis des murailles fortifiées de la ville de Naples. Située sur la piazza Nolana, elle est incorporée entre deux tours de piperno appelées Torre della Fede (ou Cara Fè) au sud et Torre della Speranza au nord.

## Contexte historique
La porte a été érigée au XVe siècle  par Giuliano da Maiano pour remplacer celle de Forcella (aussi connue sous le nom de Cannavaro), construite autrefois près de la basilique dell'Annunziata.
On l'appelait ainsi parce que, de la porte, une rue menait à l'ancien village de Nola d'aujourd'hui.

## Architecture
L'œuvre a été créée dans le style Renaissance et présente une arche ronde en marbre située entre les deux tours de piperno.
Sur le portail, un bas-relief en marbre représentant le roi aragonais Ferdinand Ier à cheval avec une armure, tandis que dans la partie supérieure du cadre manque le blason qui, comme sur la Porta del Carmine, portait l'inscription suivante: « Ferdinandus Rex / Nobilissimae Patriae ».
Au-dessus de la parure en marbre recouvrant l'arc, trois armoiries représentent, entre autres, les armes aragonaises et angevines, les symboles de la France et de la maison d'Anjou, les lys et la ville de Jérusalem et des Boucliers samnites.
La porte accueillait une fresque de Mattia Preti, aujourd'hui disparue et qui, selon ce que rapporte De Dominici dans La vie des peintres, sculpteurs et architectes napolitains de 1742, représentait une Vierge à l'Enfant et quelques saints intercédant pour la population frappée par la peste. Sur la façade faisant face à Nolana, se trouve un buste du XVIIe siècle représentant San Gaetano.

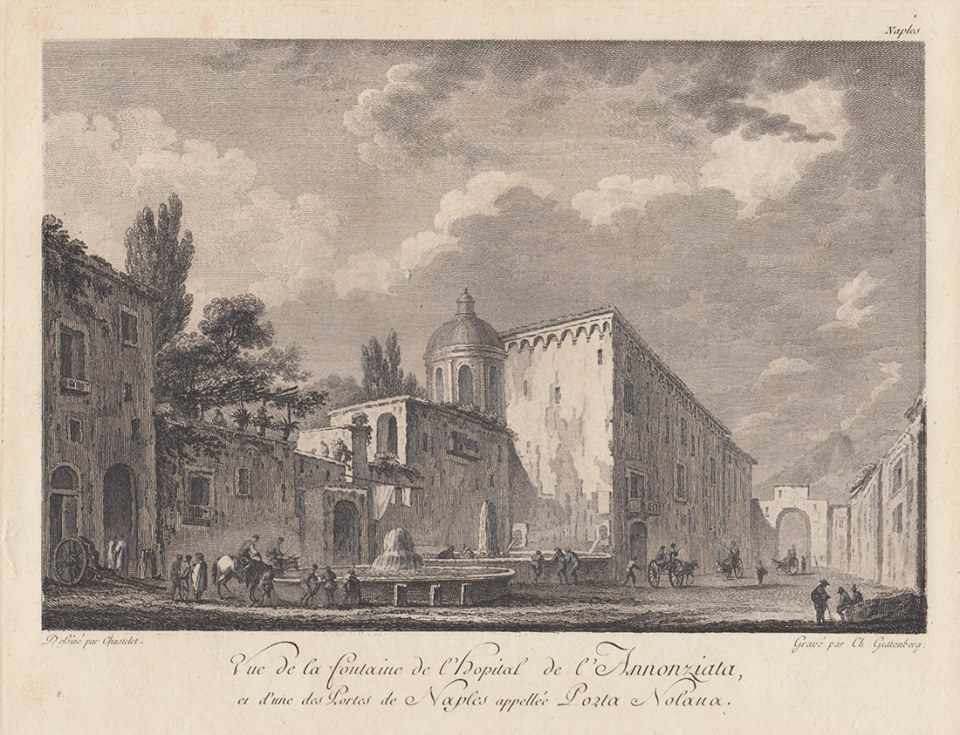
La Porta Nolana dans une estampe du XVIIIe siècle, avec l'hôpital Annunziata.
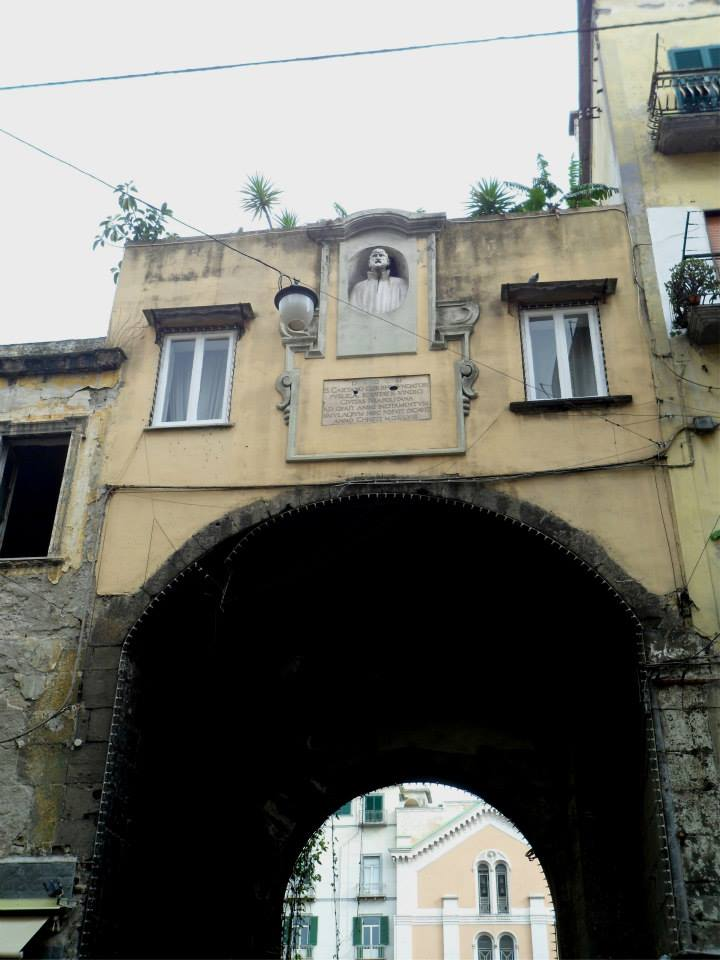
La porte vue de l'arrière: en haut, un buste représentant San Gaetano.